# Baby clash
La notion de baby clash (En anglais, « baby » désigne un bébé, et « clash » désigne un choc, un affrontement) renvoie au choc et aux tensions qu'implique une naissance dans un couple.

## Description
Il s'agit principalement de conflits qui s'expliquent par le changement de vie, la fatigue, les nouvelles responsabilités à endosser qui peuvent être angoissante pour la mère comme pour le père.
Bernard Geberowicz, psychiatre, estime ainsi que la majorité des parents traverseraient des turbulences à l’arrivée du premier bébé. Ainsi,  20 à 25 % des couples se sépareraient dans les premiers mois après la naissance de bébé,.

## Un phénomène de plus en plus reconnu
L'arrivée d'un enfant, surtout le premier, met le couple à l'épreuve et il existe comme un sentiment de honte à faire part des difficultés qui accompagnent un moment censé être heureux. Ces dernières années, le phénomène a fait l'objet d'une attention particulière en raison de sa fréquence,,,.
Selon une récente étude, 66 % des mères déclarent avoir vécu ce passage,,,.

## Le divorce, une des conséquences dubaby clash
Actuellement, 44,7 % des mariages finissent en divorce. D’après le ministère de la Justice, le nombre de ceux prononcés après moins de trois ans d’union a augmenté de 50 % entre 1998 et 2003. Si auparavant on se séparait une fois les enfants grands, il semble qu’à présent on n’hésite pas à rompre les liens en présence de tout-petits.

## L'échange comme solution
Parler du phénomène lorsqu'il se présente peut représenter un soulagement en ce que cette action permet de constater que beaucoup d'autres couples sont confrontés à cette période difficile.
Si les disputes deviennent violentes ou que des vrais signes de dépression apparaissent, consulter un thérapeute ou un psychologue peut permettre de se repositionner dans cette nouvelle configuration.